# Colli a Volturno
Colli a Volturno (Cuòglië in molisano) è un comune italiano di 1 257 abitanti della provincia di Isernia in Molise.

## Geografia fisica

### Territorio

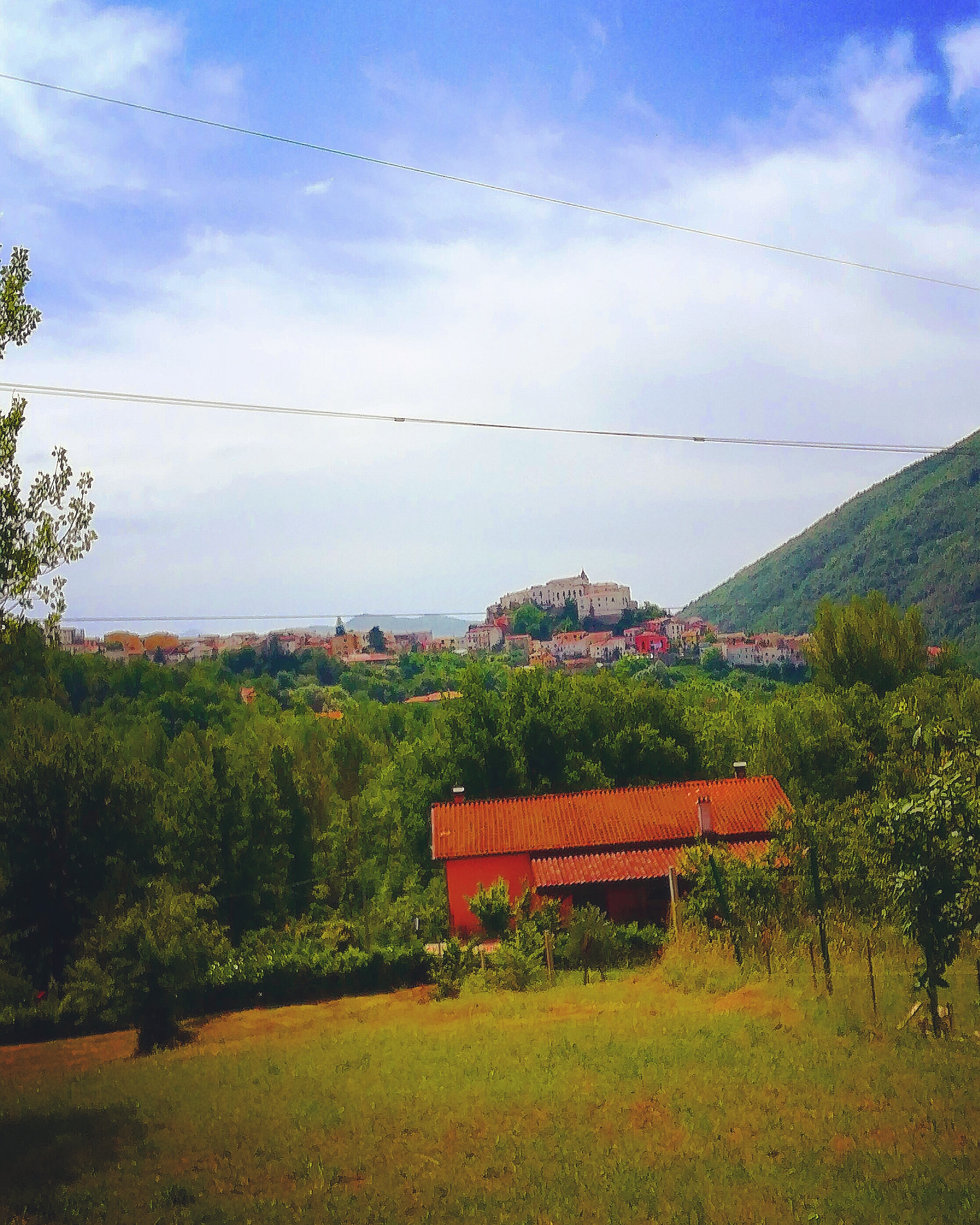
Panorama di Colli dalla frazione Pescorosso

Colli a Volturno (detto anche semplicemente Colli), sorge su tre colline boscose, a un'altitudine di circa 400 m s.l.m. (max. 1 013, min. 236 s.l.m.)
Il territorio comunale si estende nella Valle del Volturno, all'interno del Parco nazionale del Matese ed al confine con il Parco nazionale d'Abruzzo, Lazio e Molise.
Il territorio collese, come si evince dal nome, è prevalentemente collinoso intervallato da ampi spazi pianeggianti.
Le principali alture sono:
- Monte San Paolo, ricco di vegetazione sempreverde e molto impervio, rifugio di animali selvatici. Qui si trova la "cinta muraria sannitica", lunga sei chilometri.

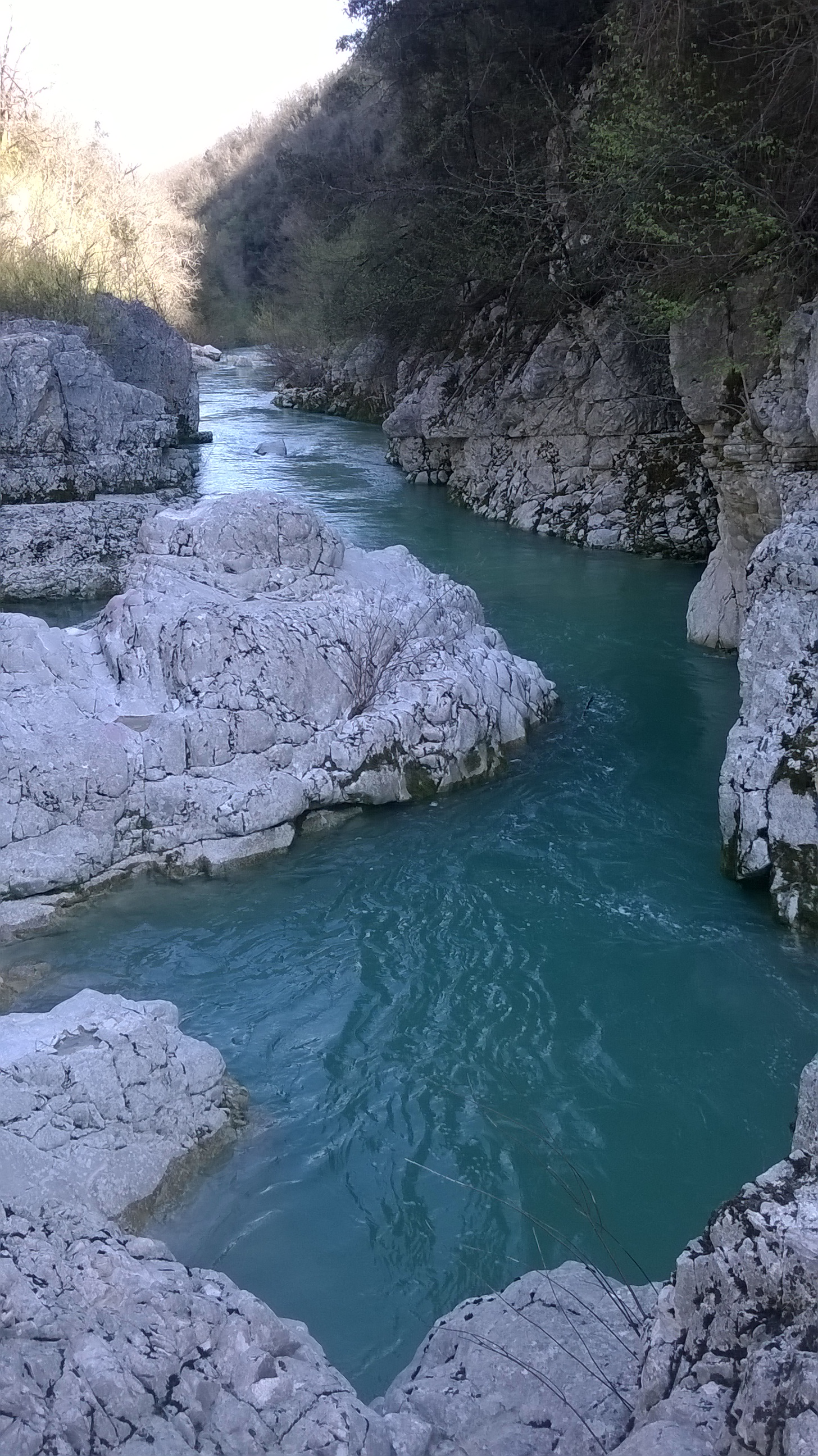
Il fiume Volturno presso "Ponte Sbiego"

- Monte La Falconara è ricoperto interamente da bosco ceduo con alla base una vasta pineta nella quale si trova una sorgente idrica. Alle sue falde sorge la frazione Castiglioni, da dove un sentiero conduce sin sulla cima del monte; lì è presente un altopiano denominato "Serra del Lago", per il fatto che durante il periodo invernale, a causa delle piogge, si trasforma in un vasto stagno divenendo luogo di sosta per numerose specie di uccelli migratori.

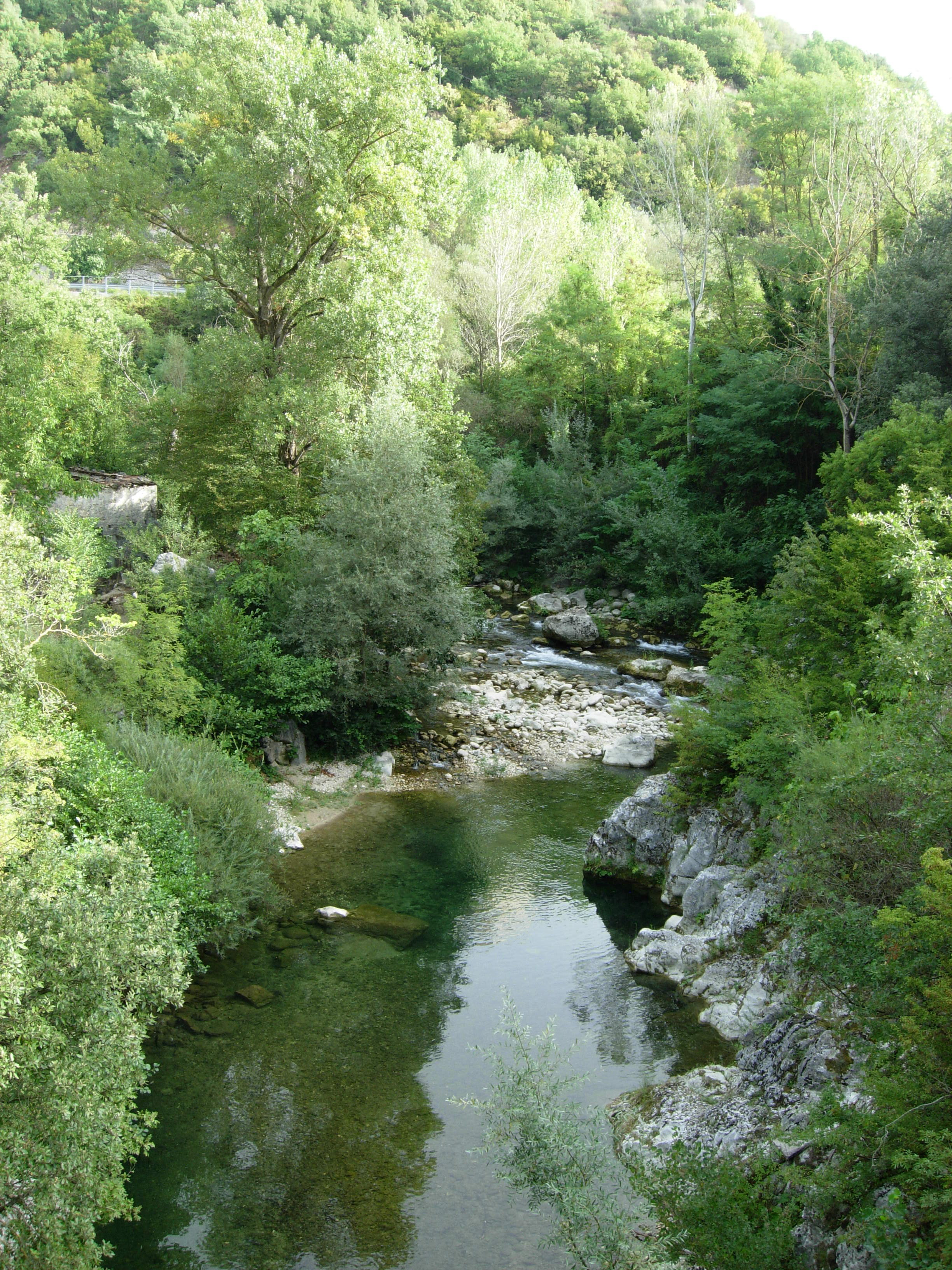
Il fiume Volturno presso il parco fluviale

La collina dove si sviluppa il centro abitato è interamente esposta a sud, ricca di terreni coltivati a uliveti, vigneti, alberi da frutto e grandi querce ed è solcata da numerose stradine che conducono alle frazioni di Santa Giusta e Casali.
- Su Monte Cervaro sorgono i ripetitori della telefonia mobile e delle emittenti televisive nazionali e regionali. Vi è una vasta pineta, ricca di sorgenti: Fonte Barile, Fonte Casali e Fonte San Lorenzo, che forniscono buona parte del fabbisogno idrico a tutto il paese.

La zona circostante il fiume Volturno è prevalentemente coltivata ad ortaggi data la irriguità dei terreni. A ovest del centro abitato si trovano le frazioni di Cerreto a monte e di Pescorosso a valle dalle quali si gode di una vista panoramica sul massiccio del Matese.
A 2 km a nord-est del paese vi è la frazione Valloni, la più popolosa e conta circa 130 abitanti per lo più dediti all'agricoltura.

### Clima

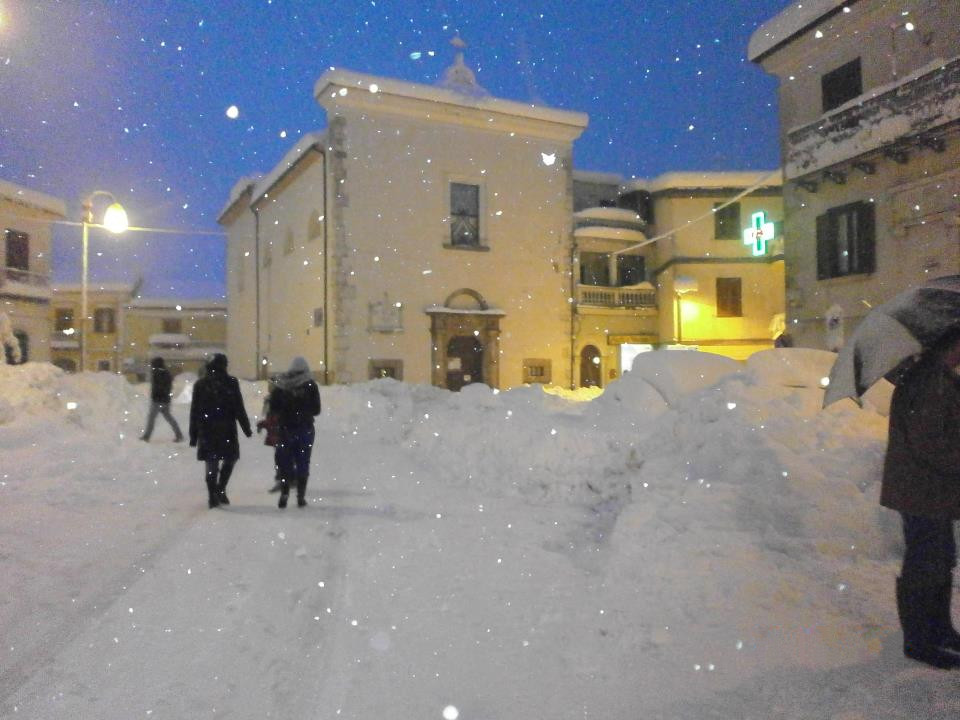
Piazza San Leonardo durante l'eccezionale nevicata del 3 febbraio 2012

Il clima è mite, la temperatura media annuale è di 18,2 °C, la piovosità media è di 862 mm.
Le estati sono calde e temperate, gli inverni sono freddi ma non particolarmente rigidi, sporadiche le nevicate, eccezionalmente copiose quelle del febbraio 1956, del gennaio 1985 e del febbraio 2012.
In autunno sono abbondanti le precipitazioni, nel mese di agosto, il più caldo dell'anno, la temperatura media è di 22,4 °C. Gennaio è il mese più freddo, con una temperatura media di 5,4 °C. Il mese più secco è luglio con una media di 32 mm di pioggia. Il mese di novembre è quello con maggiori precipitazioni, avendo una media di 118 mm. Non sono infrequenti raffiche di vento anche di particolare intensità.
Le temperature variano di circa 17 °C nel corso dell'anno.
| Colli a Volturno    | Mesi | Mesi | Mesi | Mesi | Mesi | Mesi | Mesi | Mesi | Mesi | Mesi | Mesi | Mesi | Stagioni | Stagioni | Stagioni | Stagioni | Anno |
| Colli a Volturno    | Gen  | Feb  | Mar  | Apr  | Mag  | Giu  | Lug  | Ago  | Set  | Ott  | Nov  | Dic  | Inv      | Pri      | Est      | Aut      | Anno |
| ------------------- | ---- | ---- | ---- | ---- | ---- | ---- | ---- | ---- | ---- | ---- | ---- | ---- | -------- | -------- | -------- | -------- | ---- |
| T. max. media (°C)  | 9,1  | 10,5 | 12,7 | 16,1 | 20,6 | 24,7 | 27,9 | 28,1 | 24,3 | 19,3 | 14,2 | 10,4 | 10,0     | 16,5     | 26,9     | 19,3     | 18,2 |
| T. min. media (°C)  | 1,7  | 2,4  | 4,3  | 6,9  | 10,7 | 14,3 | 16,5 | 16,7 | 14,0 | 10,3 | 6,6  | 3,3  | 2,5      | 7,3      | 15,8     | 10,3     | 9,0  |
| Precipitazioni (mm) | 87   | 75   | 71   | 71   | 50   | 40   | 32   | 48   | 69   | 96   | 118  | 105  | 267      | 192      | 120      | 283      | 862  |

- Classificazione climatica: zona A, 1804 GG (12 ore di accensione giornaliera dal 1º novembre al 15 aprile).

## Storia

### Antichità
Il territorio fu abitato fin dai tempi più remoti ed antichi dai Sanniti, le cui prime tracce risalgono al VII secolo a.C..

### Medioevo
La costruzione del castrum medievale si deve all'iniziativa dei monaci benedettini del monastero di San Vincenzo al Volturno sul finire del X secolo. Nel mese di luglio del 972, infatti, l'abate Paolo II sottoscrisse un contratto di livello con un gruppo di coloni che fondarono gli insediamenti di Collis Sancti Angeli (l'attuale Colli a Volturno), Bantra (l'attuale Fornelli) e Vadu Traspadini o Vadum Porcinum (oggi scomparso), concedendo un territorio compreso tra i fiumi Volturno e Vantra. I contadini, tra le quindici e le venti persone (tre Alamanni e il resto proveniente da Penne, in Abruzzo) insediate a Colli e a Fornelli, erano obbligati a dissodare e a coltivare le terre toccate in sorte, costruendovi un castello dove risiedere stabilmente con i loro beni e gli animali. Dovevano annualmente al monastero per ogni casa un moggio di grano e uno di orzo, per ogni vigna una tractoria di vino e due moggi di vinum mundum, mentre su undici maiali erano tenuti a cedere un porco.
Il primitivo insediamento di Collis Sancti Angeli era un semplice castrum cum ecclesia, maggiormente adatto alla difesa passiva. Successivamente l'impianto fortilizio iniziale assunse le moderne fattezze. Dell'antica cinta muraria, che poggiava direttamente sulla roccia, rimangono tre delle quattro porte e una torre angioina, che è stata inglobata da costruzioni più recenti. La chiesa, dedicata oggi a Santa Maria Assunta, occupava ed occupa la parte più elevata del castello, sia per scopi prettamente difensivi sia per rimarcare la centralità della religione nella società dell'epoca.
Nei pressi dell'attuale centro abitato di Colli a Volturno, vi è un rilievo denominato Colle Sant'Angelo. Negli anni Novanta del Novecento vi furono condotti alcuni scavi archeologici dalla British School at Rome, diretti da Richard Hodges. Sulla sua sommità furono rinvenuti una chiesetta altomedievale e una necropoli adiacente, datati tra l'VIII e il IX secolo. Questo edificio, a sua volta, poggiava su una struttura ben più antica, risalente al V secolo d.C. Presenta una pianta basilicale, che venne successivamente rimaneggiata nell'alto medioevo. Infatti, la navata centrale viene divisa in larghezza per rialzare la metà settentrionale, creando, forse, un presbiterio accessibile da entrambe le navatelle. Probabilmente, l'insediamento monastico del X secolo ereditò il toponimo di un villaggio preesistente, locato sulle pendici di quel colle, inglobandone anche gli abitanti, come avvenne con altri castra sparsi nell'attuale bacino territoriale di Colli a Volturno.
Dal nome del castrum si può desumere l'importanza economica e militare attribuita dai monaci di San Vincenzo al Volturno al neonato insediamento. Infatti, venne dedicato a Sant'Angelo, ovvero a San Michele Arcangelo, il più importante degli angeli, che l'iconografia longobarda identificò quale santo protettore delle rocche e dei guerrieri. Ciò a dimostrazione del rilevante ruolo strategico che il castello assunse nella Terra Sancti Vincentii.
Nel 981, Landolfo Greco, conte di Isernia, occupò Collis Sancti Angeli, Bantra e la colonia di Vadum Porcinum. L'imperatore Ottone II restituì ai benedettini i beni sottratti con un diploma del 10 ottobre 98, atto ufficializzato definitivamente con un successivo documento imperiale del 5 dicembre dello stesso anno.
Un secondo contratto di livello, che sarebbe durato ventinove anni, venne stipulato nel 988 dall’abate Roffredo con i coloni già stanziati nel territorio di Collis Sancti Angeli. Il nuovo atto notarile stabiliva i confini del tenimentum collese, adesso scisso da quello della vicina Bantra e definito nell'accordo del 972. Era previsto un canone annuo in natura da versare ai benedettini durante i ventinove anni di validità del contratto, che consisteva nella retta concordata nel primo patto livellario con un'integrazione: i coloni doveva consegnare all'abbazia di San Vincenzo al Volturno un porco su undici maiali adulti e un altro su venti animali in giovane età. Era confermato l'obbligo di coltivare e di abitare le terre concesse precedentemente e si consentì la loro vendita con diritto di prelazione da parte del monastero. Infine, si accorpava al tenimentum di Collis Sancti Angeli il territorio di Olivella, un insediamento fondato nel 972, che inglobava Monte San Paolo, le pendici est del Monte Falconara, tra il rio Chiaro e il rio San Pietro, e Colle San Vito.
Tra il 1036 e il 1037, il conte Borrello II, ricco e potente feudatario abruzzese, si impossessò illegalmente, con una serie di rapide sortite, di numerosi castra del monastero volturnense, compreso Collis Sancti Angeli o Li Colli, come si iniziò a chiamare all'epoca. L'abate Giovanni V riuscì a incontrare a Spoleto, nel 1059, il neoeletto papa Niccolò II, il quale, durante una sua visita all'abbazia molisana, restituì le terre usurpare ai legittimi proprietari, ponendo fine ai soprusi dei Borrelli e del loro alleato, Pandolfo IV, principe di Capua.
Nel 1319, Nicola da Frattura, abate di San Vincenzo al Volturno, sospese il clero di Colli per aver dato ospitalità ad un gruppo di viandanti eretici.
Fino al 1320 fu parte integrante del Giustizierato d'Abruzzo e dell'Abruzzo Citeriore.
Il terremoto del 9 settembre 1349 arrecò numerosi danni al castello di Colli.
Colli fu tra i paesi molisani colpiti dal sisma del 5 dicembre 1456.
Nel 1479, il re Ferdinando d'Aragona vendette il feudo di Colli a Camillo Pandone, conte di Venafro.

### Età moderna
Colli passò poi ai baroni Rizzo, patrizi del Sedile di Nido, imparentati coi Pandone, che lo conserveranno sino al 1570 e che lo alieneranno ai nobili Greco di Isernia: essi lo avranno fino al 1648. Infine il feudo pervenne ai nobili Carmignano, patrizi del Sedile di Montagna (Napoli), che lo manterranno sino all'eversione della feudalità nel Regno di Napoli (1806).

### Ottocento
Colli fu colpita dal terremoto del 26 luglio 1805.
L'8 agosto 1806 venne promulgata da Giuseppe Bonaparte, re di Napoli, la legge n. 132 (Sulla divisione ed amministrazione delle province del Regno) per il riordino del regno dopo la soppressione del sistema feudale avvenuta nel medesimo anno. Venne così istituita la provincia di Terra di Lavoro, con capoluogo Caserta, dove fu incluso anche il comune di Colli, collocato nel distretto di Piedimonte d'Alife.
Dopo l'unità d'Italia, con un decreto luogotenenziale istitutivo del 17 febbraio 1861, siglato da Eugenio di Savoia Carignano, luogotenente generale del re nelle province napoletane, che approvava un atto garibaldino del 25 ottobre 1860 relativo alla costituzione del distretto beneventano, l'alta valle del Volturno, compreso il municipio di Colli, venne scorporata dalla provincia della Terra di Lavoro per essere accorpata alla provincia di Molise con capoluogo Campobasso, creando successivamente il dipartimento statistico (non regionale)  Abruzzi e Molise nel 1864.
Con il regio decreto del 26 luglio 1863, n. 1425, in conformità del voto del consiglio comunale del 26 agosto 1862, il municipio venne autorizzato ad assumere il nome di Colli a Volturno per distinguersi dai comuni di Colli di Monte Bove (L'Aquila), Colli del Tronto (Ascoli) e Colli sul Velino (Rieti).

### Novecento
Nel 1905, agli albori del XX secolo, Colli a Volturno dovette far fronte ad un'epidemia di malaria, così vasta da spingere le autorità provinciali campobassane a mettere in quarantena le località maggiormente colpite dalla malattia, secondo quanto stabilì anche un regio decreto del 29 giugno 1905, n. 446.

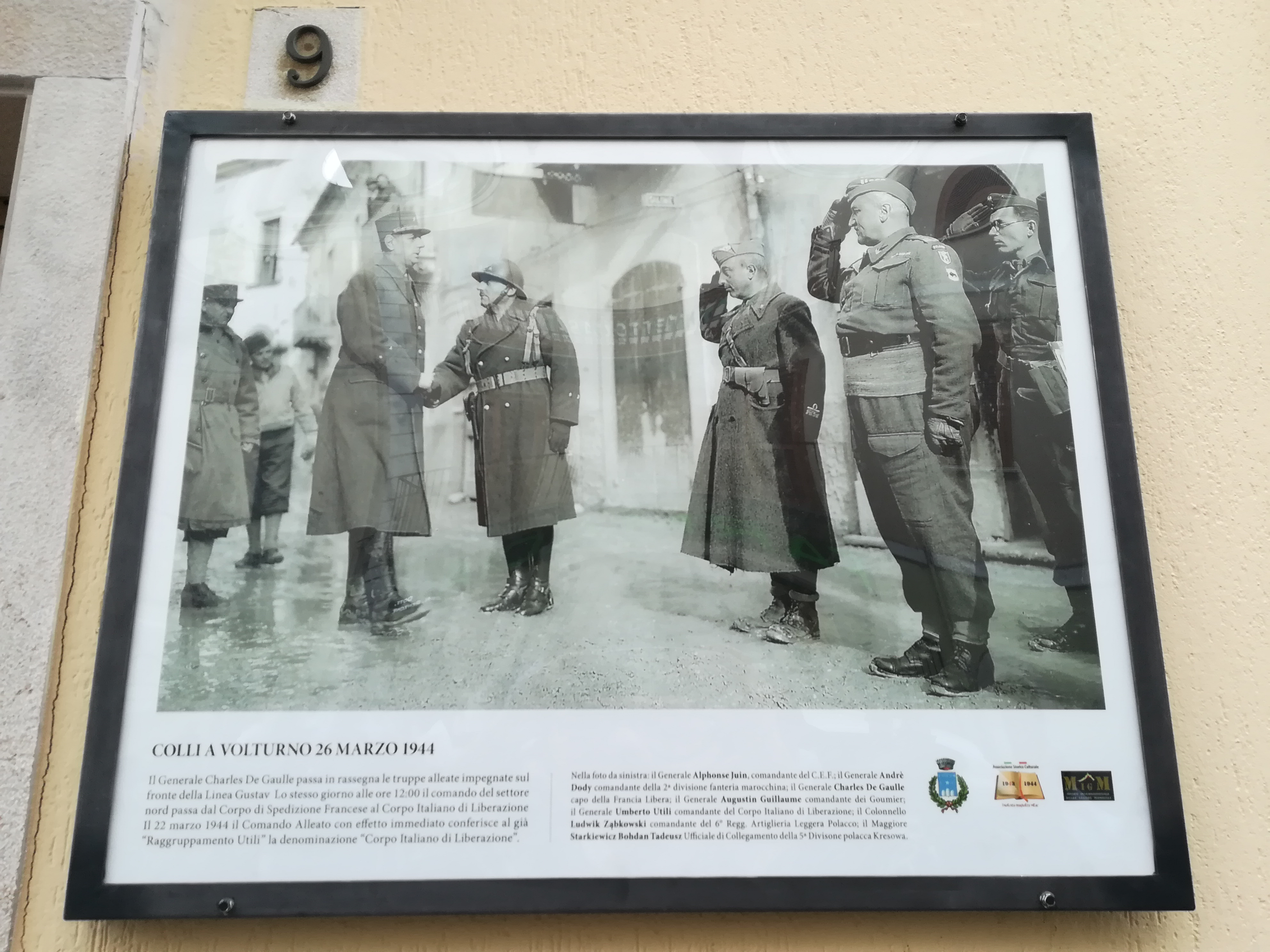
Foto commemorativa installata in Corso Regina Elena nel punto dell'incontro del 26 marzo 1944 tra il generale francese Charles De Gaulle e il generale Umberto Utili

In virtù della sua posizione strategica, a pochi chilometri dalla linea Gustav, Colli ebbe un ruolo fondamentale nelle vicende della seconda guerra mondiale e della Resistenza nell'alta valle del Volturno. Il 7 ottobre 1943, i soldati catturarono 13 civili nell’abitato, conducendoli in un casolare ubicato in località Ponte Rotto, nei pressi della centralina dell’Ente Autonomo Volturno, dove si trovavano già altri 40 uomini prelevati da paesi vicini. Un diciassettenne, Edoardo Rasile, originario di Maddaloni, fu riconosciuto da uno dei soldati della squadra quale prigioniero fuggito. Per tale motivo, venne percosso pesantemente con una spranga di ferro e costretto ai lavori forzati e il giorno seguente fu ucciso con un colpo di pistola. Il paese fu sede dell'Ottava Armata Americana che combatteva i tedeschi arroccati sulle Mainarde e fu visitato dal generale statunitense Dwight Eisenhower e dal re d'Italia Vittorio Emanuele III.
Il 26 marzo 1944, in corso Regina Elena, avvenne lo storico incontro tra il generale francese Charles De Gaulle e il generale Umberto Utili; la stretta di mano tra i due sancì il passaggio del settore nord della linea Gustav dal Corpo di Spedizione Francese al Corpo Italiano di Liberazione, che aveva il suo quartier generale nel centro storico di Colli.
Il 9 aprile 1949 in località Santa Giusta, nel territorio di Colli, si schiantarono al suolo tre velivoli P-51 Mustang dell’Aeronautica Militare Italiana. Nel drammatico disastro aereo persero la vita tre giovani aviatori appartenenti al reparto del 4º Stormo, il Ten. Col. Ottorino Fargnoli, il Ten. Giulio Mainella ed il Ser. Magg. Mario Gasperi.
Con la modifica dell'articolo 131 della costituzione italiana, imposta dalla legge costituzionale del 27 dicembre 1963, n. 3, Colli a Volturno divenne un comune della neonata regione Molise, separatasi dall'Abruzzo.
Il 3 marzo 1970, con un decreto legislativo del 2 febbraio 1970, n. 20, si costituì la provincia di Isernia, inglobando i comuni limitrofi e quelli della Valle del Volturno, compreso Colli a Volturno.
Nel 1984 fu duramente colpito dal terremoto dell'Italia centro-meridionale con epicentro alle pendici dei Monti della Meta.

### Simboli
Lo stemma, approvato con D.P.R. del 3 novembre 1962, riporta in argento su campo azzurro le lettere C ed L intervallate da una stella, la scritta "Colli" in capo e tre monti in punta.
La descrizione del gonfalone è la seguente:

## Monumenti e luoghi d'interesse

### Architetture religiose

#### Chiesa di Santa Maria Assunta
La chiesa di Santa Maria Assunta o "chiesa madre", è ubicata nel centro storico di Colli, in posizione preminente ed è la struttura più elevata di tutto il paese nonché la più antica, perché risalente circa all'inizio dell'XI secolo. La chiesa è a due navate e abside tronca. Vi si accede mediante una rampa di scale con accesso laterale. La facciata, a capanna, presenta un ingresso delimitato da conci monolitici di calcare compatto su cui si imposta una semplice cornice aggettante; sulla parte superiore si aprono due piccole finestre di forma rettangolare che ripetono lo schema architettonico del portale. Sulla destra della facciata si erge la torre campanaria a pianta quadrata del 1720, come testimoniato da un'incisione che ne ricorda la costruzione:
 L'interno si articola in due navate, entrambe intonacate e affrescate. Particolarmente interessante è una tela raffigurante Le Anime del Purgatorio del XVII secolo, l'affresco di epoca medievale dei Santi Cosma e Damiano e san Lorenzo e la statua lignea dell'Immacolata concezione datata al XVIII secolo. Gravemente danneggiata dal terremoto del 1984 fu restaurata e riaperta al culto la notte di Natale del 1996.

#### Chiesa di San Leonardo
La chiesa dedicata a san Leonardo, protettore dei carcerati e patrono di Colli, è la chiesa principale del paese. L'edificio è a navata unica con abside tronca. Spicca il portale d'ingresso, realizzato in pietra rossa locale. All'interno si conservano gli affreschi realizzati da Pietro Brunetto nella cupola (La Gloria di Dio nel Paradiso), all'interno del coro, a destra e sinistra dell'abside (La notte e L'adorazione dei Magi) e risalenti al XIII secolo.
All'esterno, incastonata sulla facciata, vi è la rappresentazione del Labirinto di Gerusalemme, che presenta uno pseudo-labirinto che ha origine da una croce.
Una delle postazioni più importanti della Cristianità per i pellegrini occidentali che si recavano a Gerusalemme nel XII secolo era l'abbazia di San Leonardo in Lama Volara a Siponto. Provando a collegare con una linea ideale la chiesa collese con il monastero sipontino si scopre che rispetta in maniera perfetta l'allineamento ovest-est.
Sempre sulla facciata è presente una corona ferrea del 1º Reggimento bersaglieri sormontata da una lapide commemorativa risalente al 1919 in onore dei caduti collesi della prima guerra mondiale.
Il 3 luglio 1999 la chiesa fu danneggiata da un incendio e in seguito a restauro fu riaperta l'anno successivo.

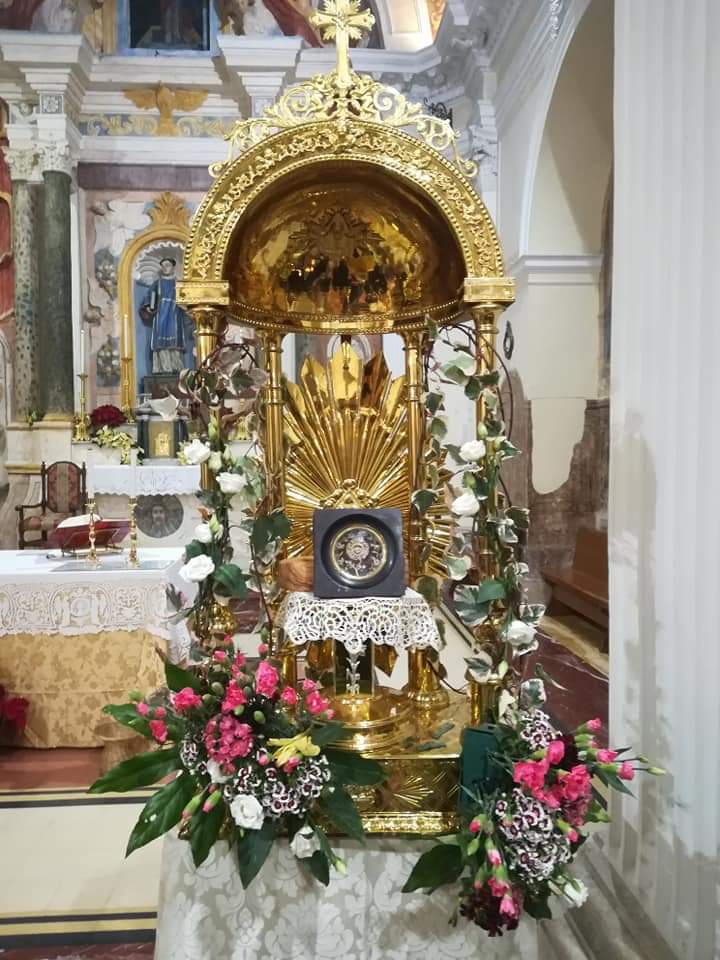
La reliquia di Sant'Antonio Abate (1830)

All'interno della chiesa, dal 13 gennaio 2019, è conservata una reliquia di sant'Antonio Abate, in particolare un frammento osseo risalente al 1830 donato dalla famiglia Raddi alla comunità collese a devozione del santo eremita.

#### Chiesa di Sant'Antonio da Padova
La chiesa di Sant'Antonio da Padova risale al XIX secolo ed è ubicata nell'estremità ovest del centro storico di Colli, nel quartiere omonimo. L'edificio è a navata unica e abside tronca. In facciata è posto l'ingresso all'edificio di culto, costituito da un semplice portale in calcare compatto sormontato da un timpano: ai lati del portale si aprono due finestre rettangolari che ripetono lo schema architettonico del portale. Sopra il portale d'ingresso ed in asse è collocata una finestra ottagonale. Sulla sommità della facciata, sui due lati estremi, svettano le celle campanarie. L'interno è interamente intonacato e affrescato. All'esterno, sul lato sinistro, vi è un'edicola votiva.
Nel 1907 si conclusero gli ultimi restauri per i quali occorse la somma di 9.000 £ la quale fu donata dai collesi emigrati nelle Americhe.

### Architetture civili
- La fortificazione sannita in località Monte San Paolo (o Mura delle Fate).[43] Di notevoli dimensioni, lunga circa 6 km, si colloca geograficamente allo sbocco della via di accesso proveniente dal Lazio, attraverso Sora e Atina. Il tratto di cinta che ancora oggi è ben visibile, è stato realizzato sia in opera poligonale che in tecnica "ciclopica" e raggiunge i 2 m di altezza per uno spessore di 180–190 cm;
- Il centro storico con la sua acropoli, l'incastellamento e il rudere di torre angioina;

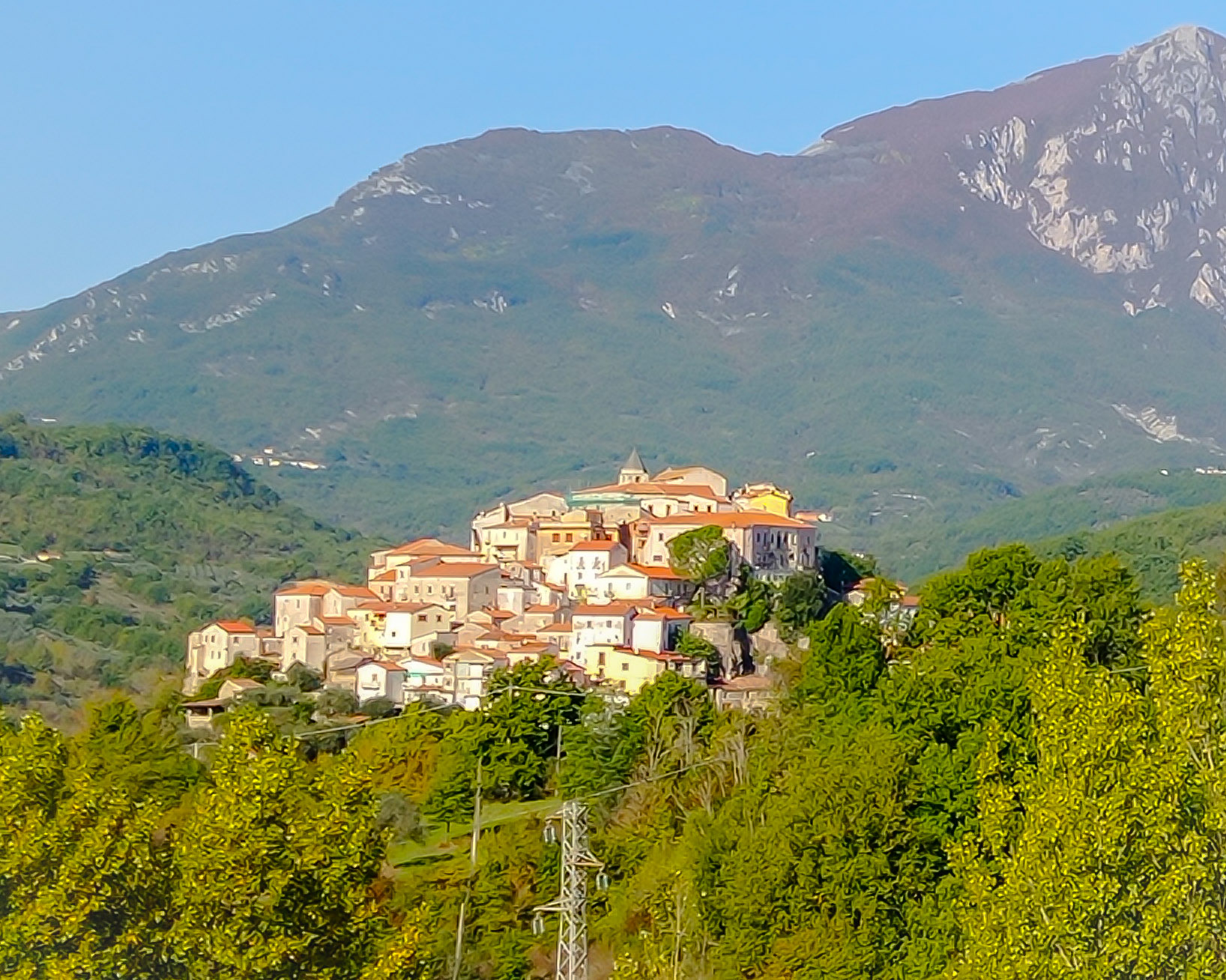
L'Acropoli di Colli a Volturno

- I resti dell'acquedotto romano di Venafro sul fiume Volturno, lungo Monte San Paolo, monte La Falconara e in località Rio Chiaro;
- L'insediamento archeologico in località Colle Sant'Angelo, dove si conservano i resti di un edificio di culto medievale, i frammenti di una cornice modanata relativa ad un edificio di culto antecedente e numerose sepolture databili all'età post-classica.
- Gli scavi archeologici di Piana dell'Olmo in località Valleporcina-Piana Sant'Antonino, dove sono stati rinvenuti i resti di un'antica villa romana, di una statua togata e altri oggetti di epoca romana;

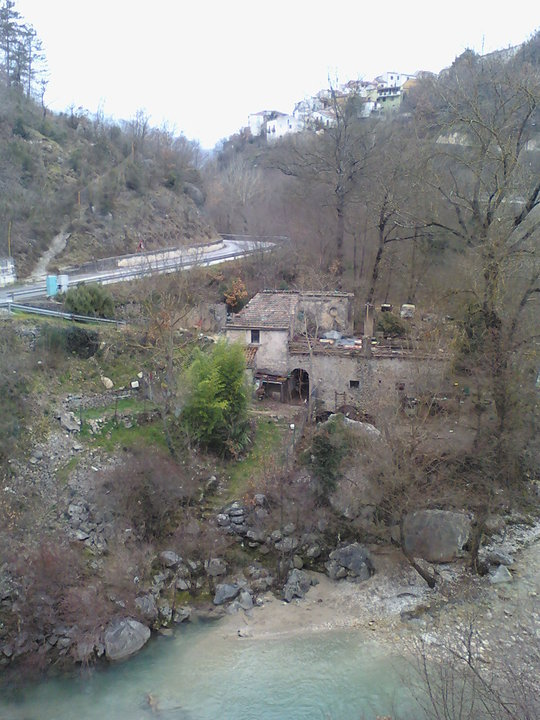
L'antico mulino Raddi sul fiume Volturno (1830)

- L'antico Mulino Raddi sul fiume Volturno, edificato nel 1830. Inserito in una ricerca dell'università degli Studi del Molise, rientra nel patrimonio produttivo della valle del Volturno.
- Il Ponte Rosso sul fiume Volturno, costruito dagli Americani durante la seconda guerra mondiale;
- Il parco fluviale del Volturno;
- Il monumento ai caduti della prima guerra mondiale presente nella piazza municipale e realizzato dall'artista collese Tito Amodei nel 1970 "per ricordare coloro che morirono per difendere la patria".

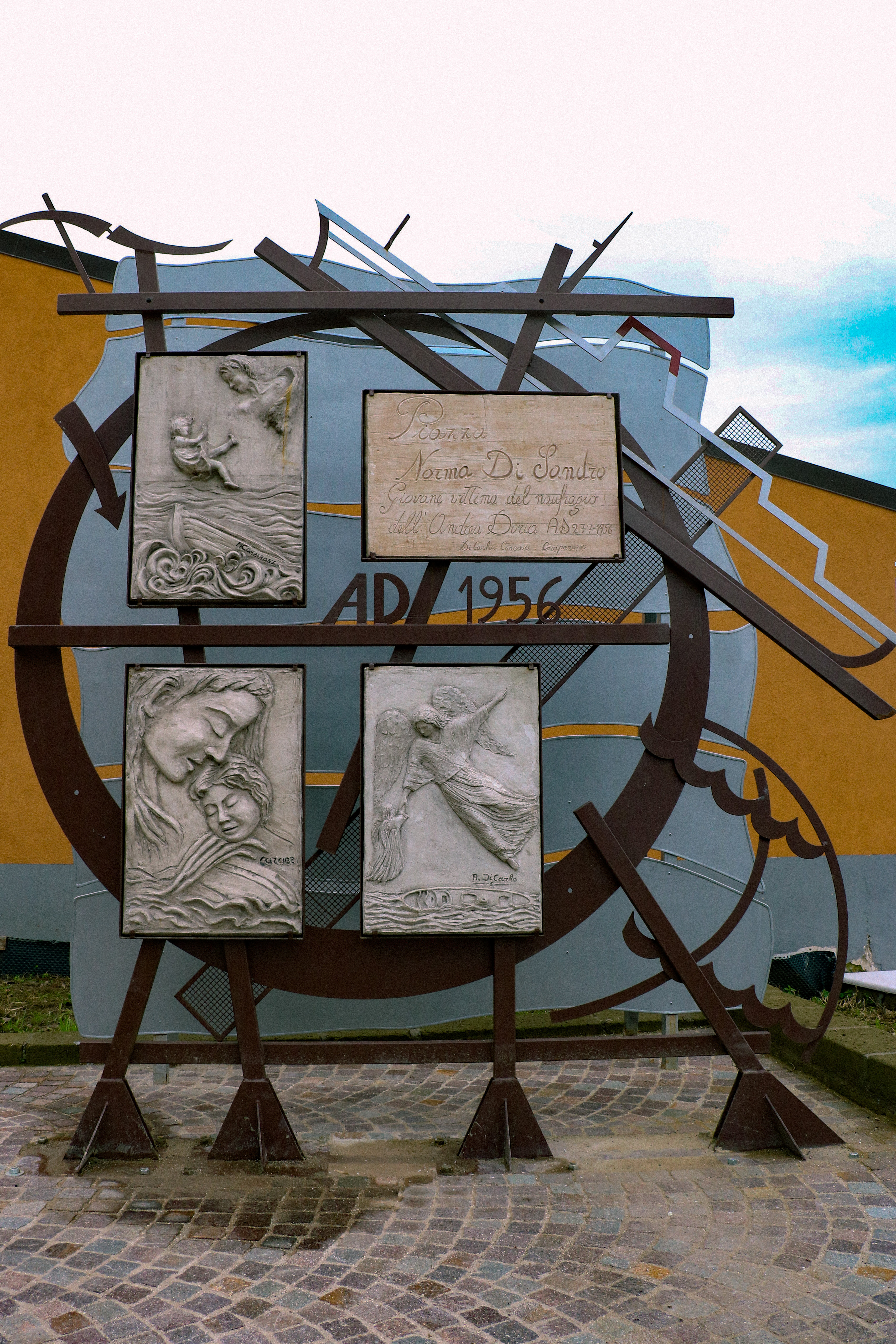
Monumento a Norma Di Sandro, vittima nel naufragio dell'Andrea Doria, realizzato dall'autore e progettista Ermanno Di Sandro.

- Il monumento a Norma Di Sandro, progettato e realizzato da Ermanno Di Sandro e inaugurato nel 2022, è collocato nel Giardino di Norma, un'area verde sita in Corso Volturno. È dedicato alla più piccola vittima del naufragio della nave italiana Andrea Doria avvenuto il 26 luglio 1956 e consiste in una struttura in ferro alta circa tre metri. La scultura sorregge quattro lastre-sculture in altorilievo in cemento delle artiste Iula Carcieri, Maria Comparone e Rosanna Di Carlo che ricordano la tragedia.

## Società

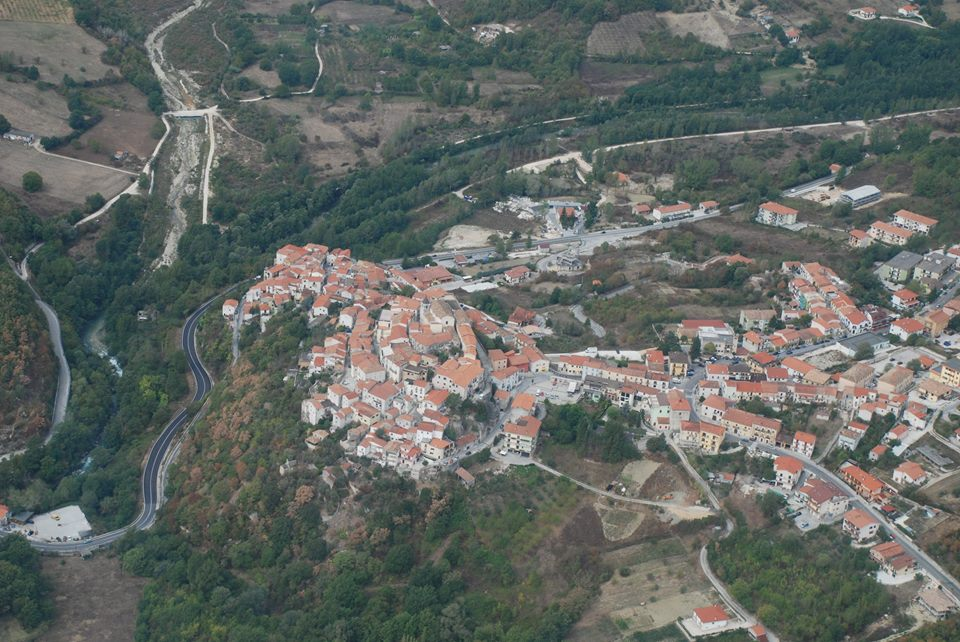
Veduta aerea di Colli a Volturno

### Evoluzione demografica
Abitanti censiti

Al 30 novembre 2024 i residenti sono 1268 (14º comune sui 52 della provincia e 47º sui 136 della regione per numero di abitanti).
I maschi sono 633 e le femmine 635. Le famiglie sono 576.
La popolazione nella fascia d'età 0-14 anni è di 170 persone, dai 15 ai 64 anni è di 873 mentre gli over 65 sono 302 per un'età media di 44,8 anni.

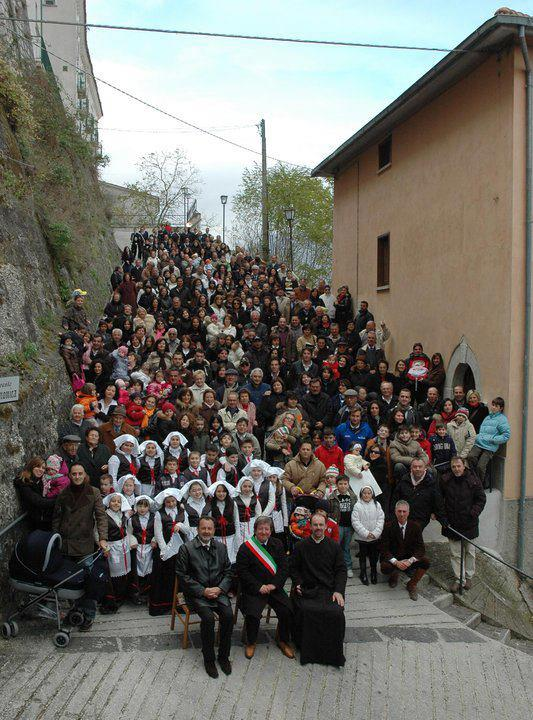
Foto di gruppo del popolo collese (2007)

Il numero massimo di residenti raggiunto da Colli riguarda il censimento del 4 novembre 1951 quando si contavano 2 080 abitanti.
In testa alla classifica dei dieci cognomi più diffusi c'è D'Alessio con 50 famiglie. Seguono Incollingo (31), Amodei (23), Di Sandro (19), Ranieri (18), Angelone (15), Siravo (14), Leva (12), Visco e Lombardi (9).

### Etnie e minoranze straniere
Gli stranieri residenti a Colli a Volturno al 31 dicembre 2019 sono 40 e rappresentano il 2,9% della popolazione residente. I maggiori gruppi in paese sono:
- Polonia - 10 (25,0%)
- Romania - 10 (25,0%)

### Lingue e dialetti
(detto popolare collese)
Fino all'unità d'Italia, Colli, come altri paesi del circondario, faceva parte della provincia di Terra di Lavoro; per questo motivo il dialetto collese, pur essendo un dialetto molisano, si avvicina molto al dialetto campano e laziale meridionale in molti suoi elementi linguistici: ngòppa = sopra, iàmm' = andiamo, n'sciun'= nessuno, cìènt' = cento, viènt' = vento, ecc. Qui, come negli altri paesi sulla riva destra del fiume Volturno (Montaquila, Roccaravindola, Pozzilli), l'articolo -il diventa -gl: gl cuàn= il cane, gl spòs= lo sposo, gl m'sàl= la tovaglia ecc. Il dialetto è parlato prevalentemente dagli anziani, ma anche dai giovani nel linguaggio informale, anche se molti termini di origine dialettale sono andati scomparendo nel corso degli anni.

### Religione
La maggioranza della popolazione professa la religione cristiana di rito cattolico.
La parrocchia collese, dedicata all'Assunzione della Beata Vergine Maria e appartenente all'abbazia territoriale di Montecassino, il 21 marzo 1977 fu ceduta alla diocesi di Isernia-Venafro, della quale fa parte tuttora.
Il santo patrono del paese è san Leonardo abate mentre i compatroni sono sant'Antonio da Padova, sant'Antonino e sant'Emidio.

### Tradizioni e folclore

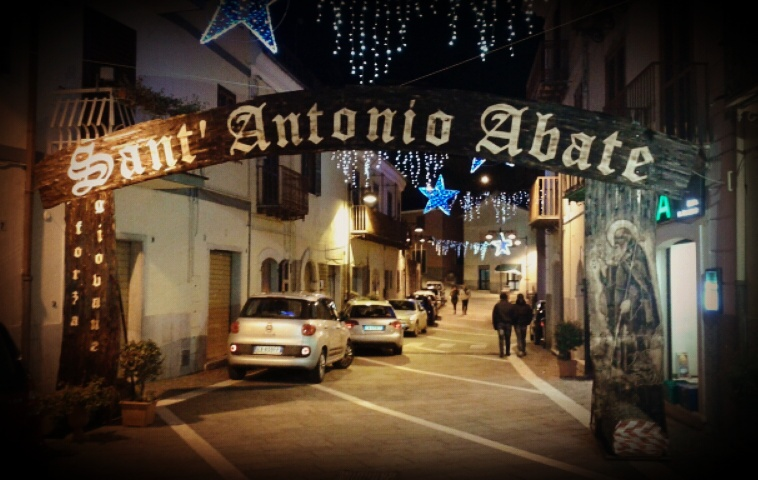
Festa di Sant'Antonio Abate

- Festa di Sant'Antonio Abate. La vigilia della festa di Sant'Antonio (16 gennaio), gruppi di giovani vestiti da monaci, percorrono le strade del paese e delle borgate, visitando case e negozi per ricevere offerte, suonando ed intonando una canzone dialettale collese per poi riunirsi assieme alla cittadinanza, a sera, attorno ad un grande falò;
- Carnevale Collese, sfilata di un carro a tema e di un corteo mascherato lungo le vie del paese (martedì grasso);

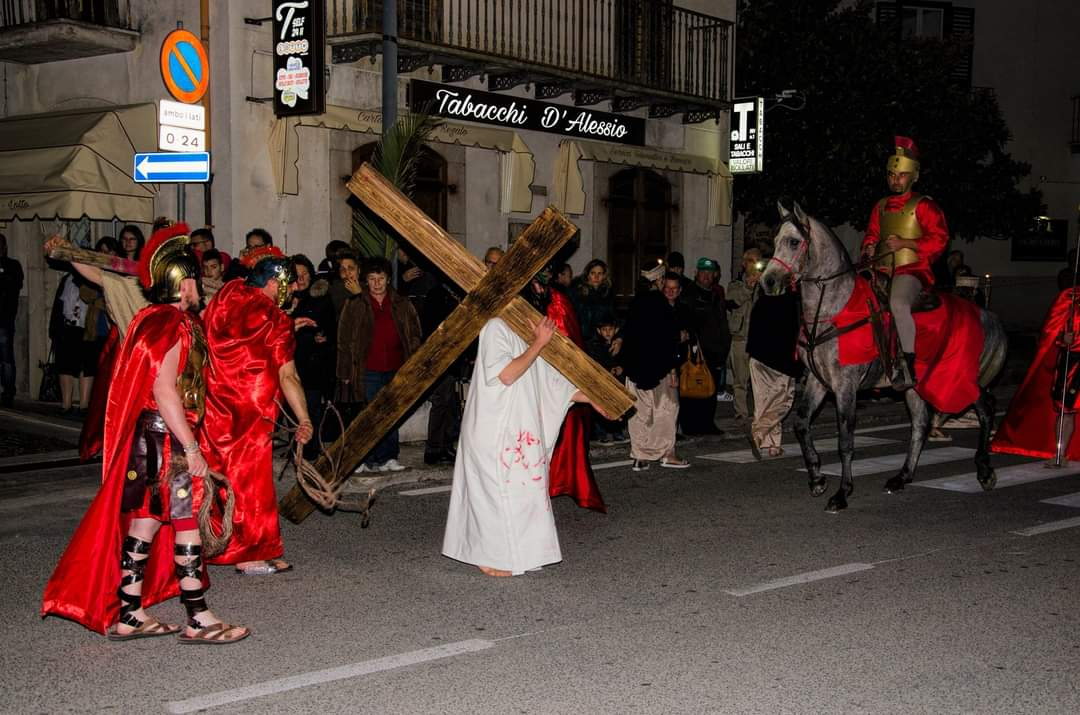
La Via Dolorosa

- La Via Dolorosa, rappresentazione vivente della "Via Crucis" e della "Passione di Cristo" (Domenica delle Palme);[52]
- La Tuzza, gioco popolare di tradizione antichissima in cui i partecipanti, nel periodo pasquale, si sfidano "a colpi di uova";

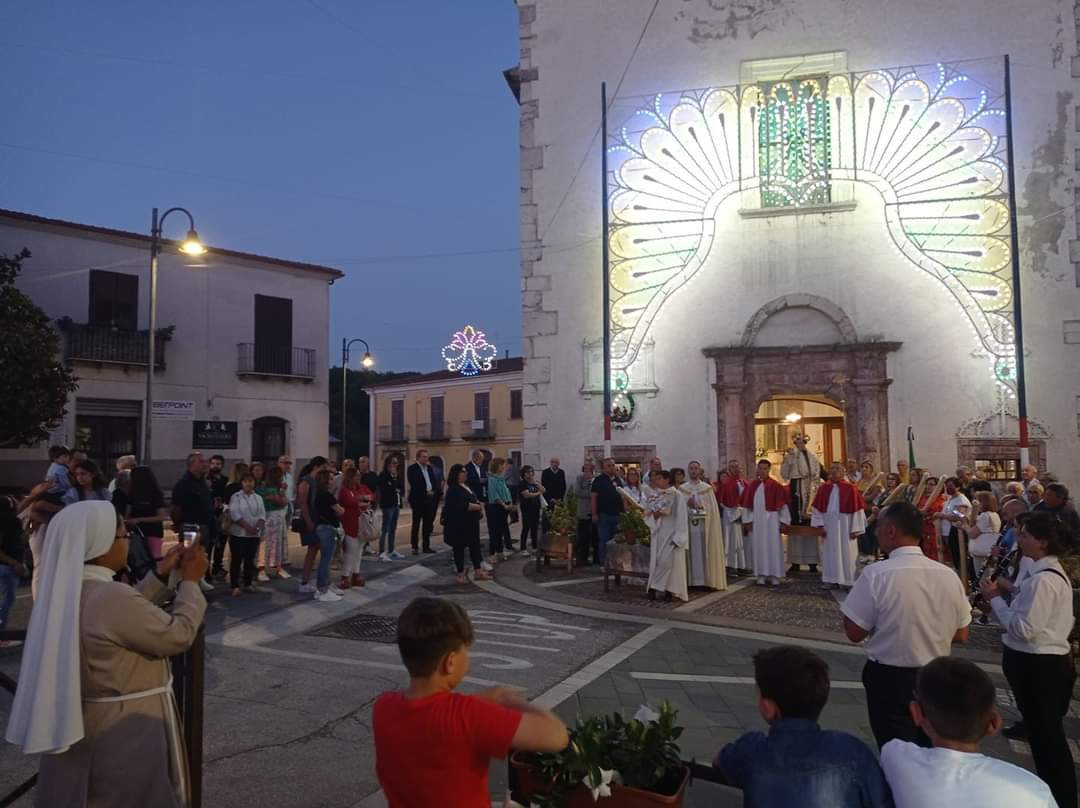
Festa di Sant'Antonio da Padova

- Festa di Sant'Antonio da Padova, si svolgono le celebrazioni religiose, un concerto di musica leggera ed i fuochi pirotecnici. Si tiene la "Riffa", un'asta degli animali e dei prodotti tipici offerti al santo (13 giugno);
- Festa di San Leonardo patrono di Colli, oltre alle celebrazioni religiose si svolge l'Antica fiera di San Leonardo, con esposizione di prodotti tipici e di artigianato locali (6 novembre).

## Cultura

### Scuole

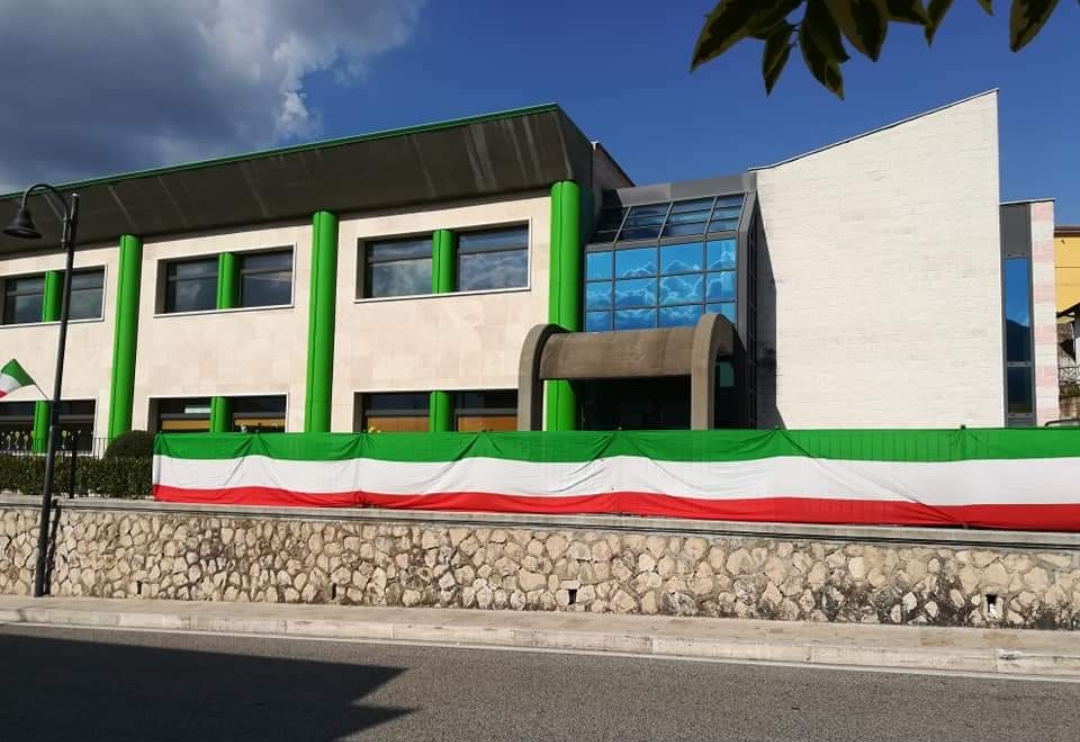
Istituto scolastico di Colli a Volturno

Colli a Volturno è sede dell'Istituto comprensivo statale che raggruppa scuole dell'infanzia, scuole primarie e scuole secondarie di primo grado.
Il plesso scolastico, interamente realizzato con le più moderne norme antisismiche, è stato inaugurato nel 2011.

### Cinema

Titoli di testa del film "Due mogli sono troppe" (1950)

- A Colli, nel 1950, è stato girato il film Due mogli sono troppe, produzione italo-britannica con protagonisti gli attori Sally Ann Howes e Griffith Jones e per la regia di Mario Camerini.[53]
- Nei pressi del fiume Volturno e in località Rio Chiaro nel territorio di Colli, nel 1977, sono state girate alcune scene del film Il prefetto di ferro con gli attori Giuliano Gemma e Claudia Cardinale e per la regia di Pasquale Squitieri.[54] La pellicola vinse il David di Donatello come miglior film nel 1978.

### Musica

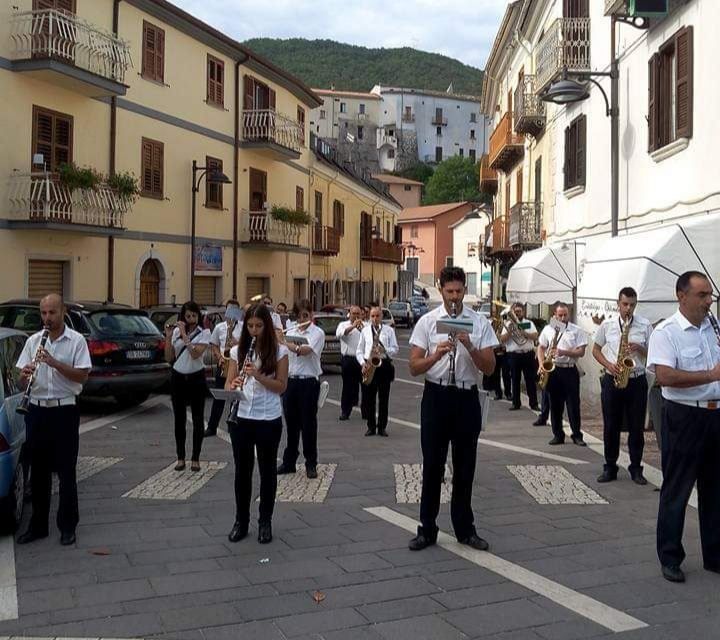
Banda Città di Colli

- Complesso Bandistico Città di Colli a Volturno. Fondato nel 1982, è stato riconosciuto con atto ufficiale dalla locale amministrazione civica come "gruppo di interesse comunale", nell'ambito delle celebrazioni per il 150º anniversario dell'Unità d'Italia nel 2011.

### Media
Negli anni ottanta in paese era presente una radio privata denominata TRC - Tele Radio Colli.

### Cucina

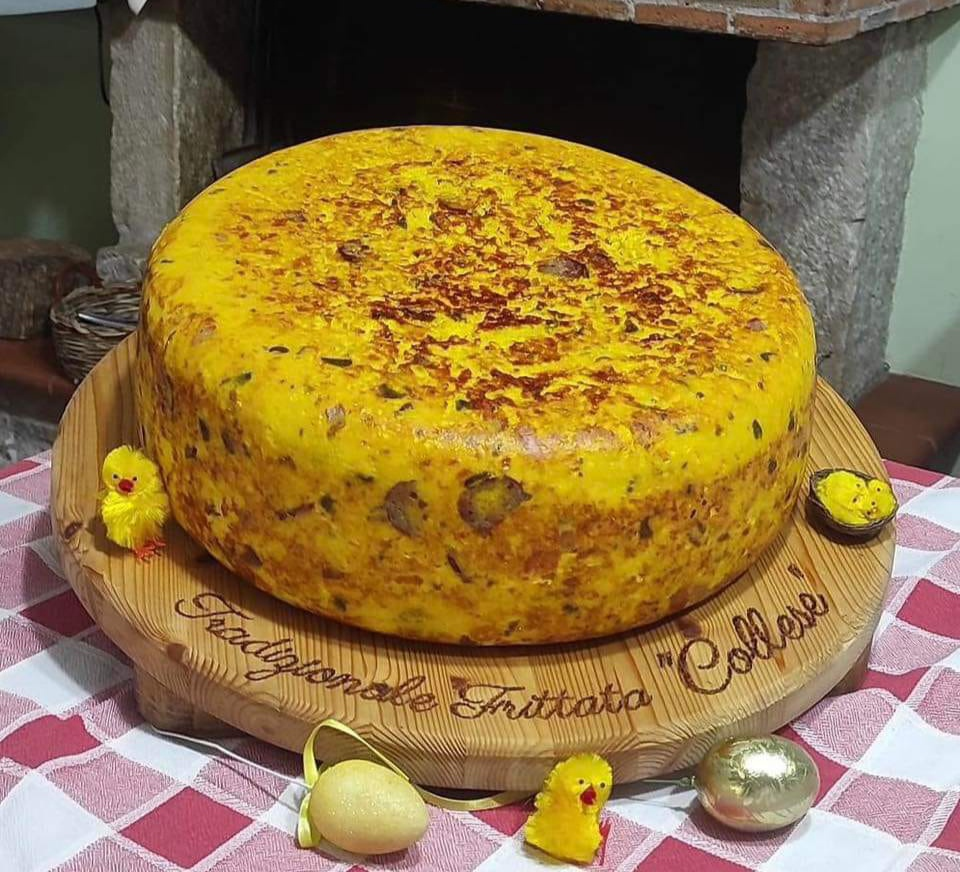
Tradizionale frittata collese

Il prodotto tipico di Colli è la Tradizionale frittata collese, realizzata soprattutto nel periodo pasquale.
Tra gli altri prodotti tipici sono da ricordare primi piatti come le Sagne o le Tacconelle con i fagioli (Taccunèll e fasciuòl), piatti unici come la polenta, secondi piatti come la trota fario, abbondante nelle acque del Volturno, gli Abbuòti (abbuòt), ovvero involtini a base di interiora di agnello o capretto in budello, le pallotte cacio e ova (gl Các' e ova), la pizza con farina di granturco (Pizza d'rantinj), la pecora alla Casalese, rustici come il Fiadone (gl sciadòn), e dolci come i Torcinelli (gl T'rciniègl), una ciambella dolce fritta ricoperta di zucchero, la Cicerchiata, ovvero un dolce a base di pasta di farina, uova ed olio d'oliva e il sanguinaccio dolce.

## Economia

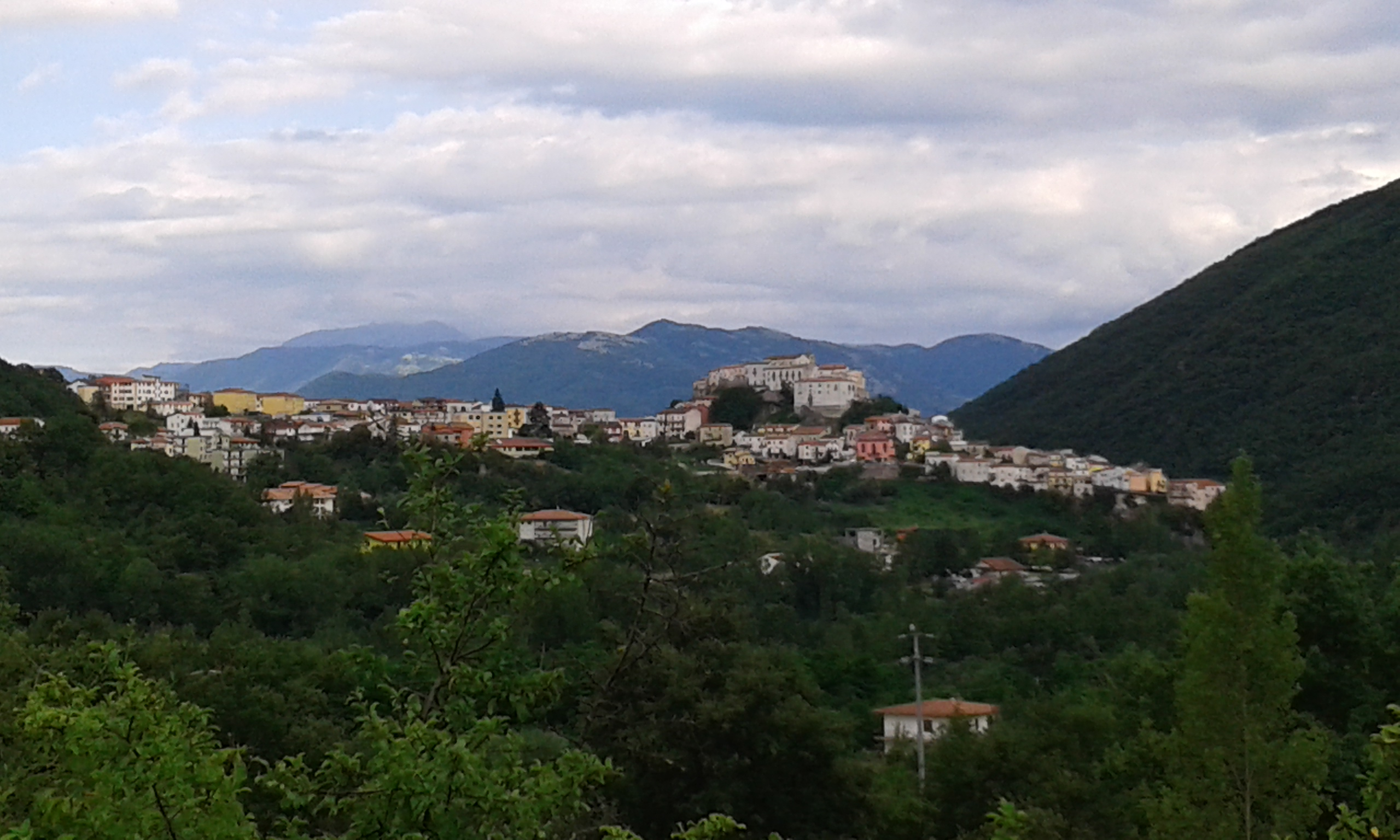
Colli a Volturno con sullo sfondo il massiccio del Matese

Sul confine con il comune di Rocchetta sorge la centrale Enel destinata alla produzione di energia idroelettrica.

## Infrastrutture e trasporti

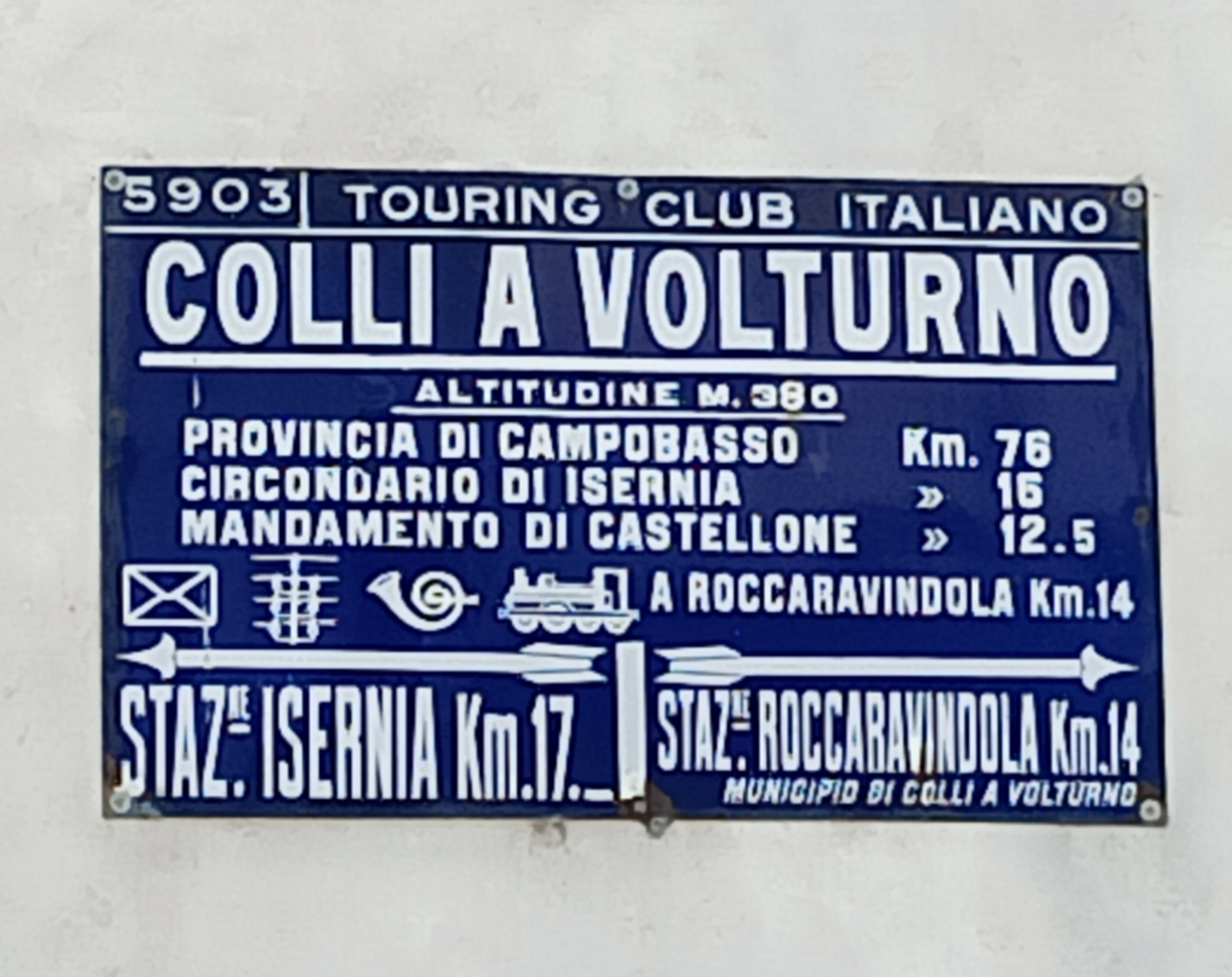
Targa del Touring Club Italiano a Colli a Volturno

### Strade
Il territorio comunale è percorso dalla strada statale 627 della Vandra, che lo collega ad Isernia e dalla strada statale 158 della Valle del Volturno, che lo collega alla Campania ed all'Abruzzo.

### Mobilità
- ATM - Azienda Trasporti Molisana. Collega il paese ad Isernia e Campobasso con più corse durante la giornata.
- Satam s.r.l.. Linea interregionale Pescara-Napoli-Salerno.
- Autolinee Casna. Linea Pizzone-Napoli.

## Amministrazione
L'attuale sindaco di Colli a Volturno è Emilio Incollingo, guida la lista civica "Equilibrio e moderazione" ed è in carica dal 6 giugno 2016, rieletto per un secondo mandato il 5 ottobre 2021.

## Sport

### Impianti sportivi

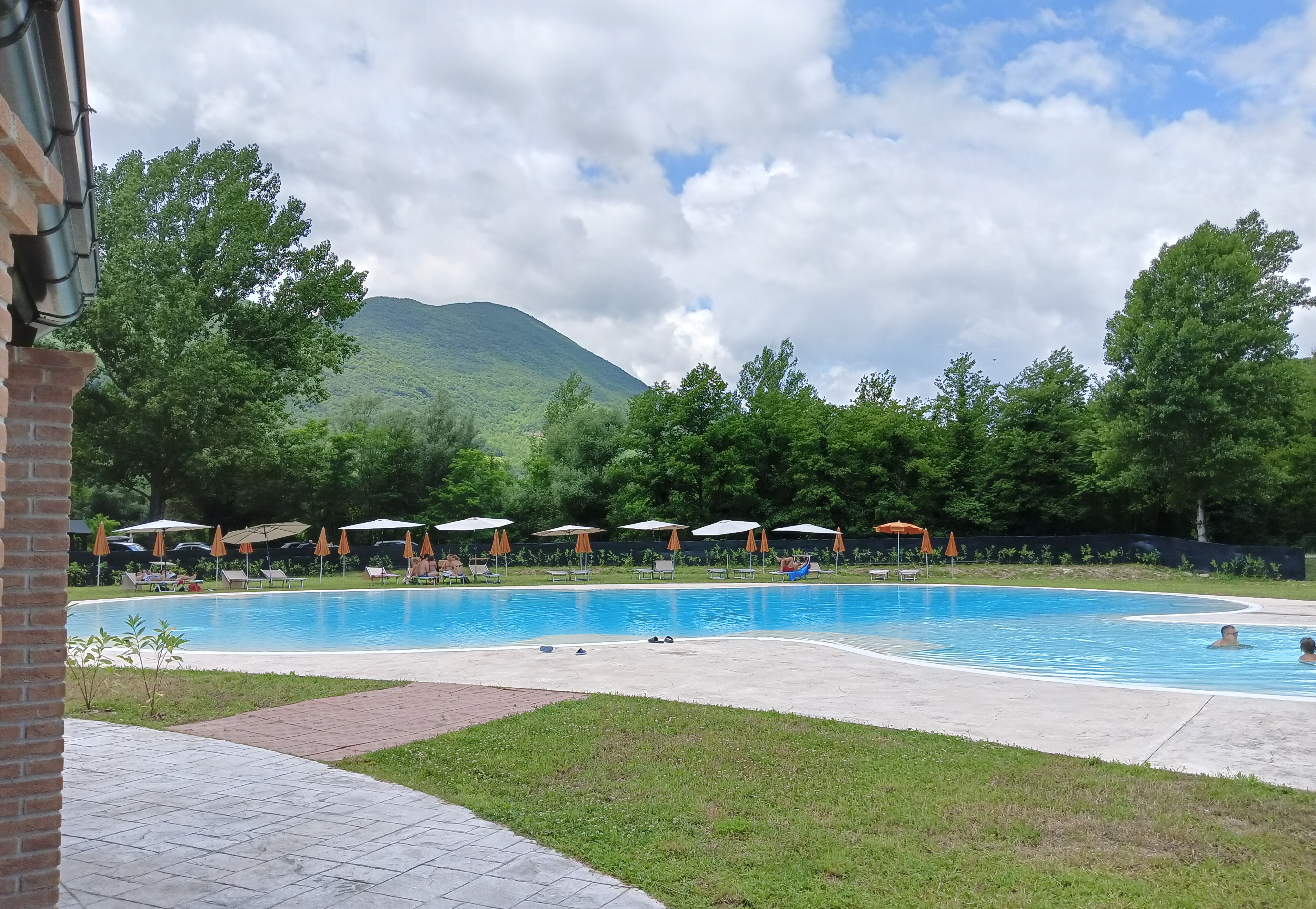
Piscina comunale di Colli

- Campo sportivo comunale, omologato per il calcio a 11;
- Futsal Stadium, campo di calcio a 5 in erba sintetica dotato di tribune da 250 spettatori tutti a sedere;
- Mini Pitch, campetto polivalente in erba sintetica dove è possibile praticare oltre al calcetto, anche la pallavolo, il mini-basket, il tennis e la pallamano.
- Piscina comunale, sita all'interno del Parco Fluviale sul fiume Volturno.

### Società sportive
- Futsal Colli a Volturno. Ora non più attiva, ha disputato il campionato italiano di calcio a 5 di serie C girone A nella stagione 2021-2022, arrivando ai playoff nazionali. I colori sociali erano il bianco e l'azzurro.
- D.S. Marmi Di Sandro, squadra di ciclismo su strada.
- A. P. S. - Associazione Pescasportivi Colli a Volturno, che gestisce una riserva di pesca lunga circa 6 km.[57]

### Attività sportive
- È possibile praticare attività di canottaggio e rafting sul fiume Volturno attraverso percorsi organizzati.
- Nel 1992 sul fiume Volturno, nel territorio collese, si è svolto il campionato mondiale di pesca alla trota.